# Agualva
Agualva – sołectwo w gminie Sintra, w dystrykcie Lizbona. W 2013 roku w ramach reformy administracyjnej złączony z sołectwem Agualva-Cacém.
Sołectwo jest pod wezwaniem Niepokalanego Poczęcia NMP oraz Matki Bożej Pocieszycielki. Jego nazwa wzięła się najprawdopodobniej z łacińskiego "Aqua alba" – "Biała woda".

## Historia
Pierwsza osada na tych terenach powstała prawdopodobnie w roku 1147, gdy Półwysep Iberyjski zamieszkiwali Maurowie. Pierwsza znana wzmianka pochodzi z dokumentów sporządzonych przez Afonsine w 1220.
Od XII wieku osada zaczęła się rozbudowywać. Pochodził stamtąd biskup Lizbony – Dom Domingo Jardo

## Kultura
W sołectwie działają:
- Grupa artystyczna Nowy Talent (Novos Talentos)
- Zespół teatralny Akt (O Acto)
- Centrum rekreacyjne Lopas
- Klub sportowy MoucaBTT